# Dibeira
Dibeira es un sitio arqueológico en el extremo norte del Sudán a 20 km al norte de 
Wadi Halfa. 
En este sitio se han excavado una necrópolis de la cultura del Grupo C, una cámara sepulcral con paredes decoradas del príncipe nubio Djehuti-hotep y sarcófagos pintados con iconografía de la Dinastía XX de Egipto . Los sarcófagos y la cámara sepulcral han sido recolocados al Museo nacional de Sudán debido a la construcción de la presa de Asuán.